# Least-inclusive taxonomic unit
Die Least-inclusive taxonomic unit (LITU) ist ein taxonomisches Konzept, das im Jahr 2000 von Fredrik Pleijel und Greg W. Rouse entwickelt und vorgestellt wurde. Sie stellen das LITU als Alternative des Artkonzepts vor, das ihrer Ansicht nach aus phylogenetischen Überlegungen heraus nicht mehr haltbar ist. Definiert wird die Least-inclusive taxonomic unit als kleinstes erkennbares Taxon und damit als kleinste geschlossene Einheit innerhalb der biologischen Systematik. Alle höheren Taxa sollen auf dieser Einheit enkaptisch aufbauen, indem sie Monophyletische Gruppen der nächstkleineren Einheit bis zum LITU bilden.